# Wereldkampioenschappen baanwielrennen 2007
De wereldkampioenschappen baanwielrennen 2007 werden van 29 maart tot 1 april gehouden op het Spaanse eiland Mallorca in de Palma Arena.

## Uitslagen mannen

### Sprint
| Plaats | Naam                            | Land                | Tijd 1ste race | Tijd 2de race |
| ------ | ------------------------------- | ------------------- | -------------- | ------------- |
| Goud   | Theo Bos                        | Nederland           | 10,400         | 10,606        |
| Zilver | Grégory Baugé                   | Frankrijk           | 10,765         | 10,493        |
| Brons  | Mickaël Bourgain                | Frankrijk           |                |               |
| 4      | Craig MacLean                   | Verenigd Koninkrijk |                |               |
| 5      | Maximilian Levy                 | Duitsland           |                |               |
| 6      | Stefan Nimke                    | Duitsland           |                |               |
| 7      | Roberto Chiappa                 | Italië              |                |               |
| 8      | Ross Edgar                      | Verenigd Koninkrijk |                |               |
| 9      | José Antonio Ascuredo Raimondez | Spanje              |                |               |
| 10     | Mark French                     | Australië           |                |               |
| 11     | Ryan Bayley                     | Australië           |                |               |
| 12     | Arnaud Tournant                 | Frankrijk           |                |               |
| 13     | Tim Veldt                       | Nederland           |                |               |
| 14     | Lukasz Kwiatkowski              | Polen               |                |               |
| 15     | Teun Mulder                     | Nederland           |                |               |
| 16     | Damian Zielinski                | Polen               |                |               |
| 17     | Shane Perkins                   | Australië           |                |               |
| 18     | Andriy Vynokurov                | Oekraïne            |                |               |
| 19     | Matthew Crampton                | Verenigd Koninkrijk |                |               |
| 20     | Scott Sunderland                | Australië           |                |               |
| 21     | Matthias John                   | Duitsland           |                |               |
| 22     | Michael Seidenbecher            | Duitsland           |                |               |
| 23     | Tsubasa Kitatsuru               | Japan               |                |               |
| 24     | Ricardo Lynch                   | Jamaica             |                |               |
| 25     | Denis Dmitrjev                  | Rusland             |                |               |
| 26     | Lei Zhang                       | China               |                |               |
| 27     | Adam Ptachnik                   | Tsjechië            |                |               |
| 28     | Kazunari Watanabe               | Japan               |                |               |
| 29     | Sergey Borisov                  | Rusland             |                |               |
| 30     | Kiyofumi Nagai                  | Japan               |                |               |
| 31     | Qi Tang                         | China               |                |               |
| 32     | Azizulhasni Awang               | Maleisië            |                |               |
| 33     | Mohd Rizal Tisin                | Maleisië            |                |               |
| 34     | Maciej Bielecki                 | Polen               |                |               |
| 35     | Denis Spicka                    | Tsjechië            |                |               |
| 36     | Mikhael Shikhalev               | Rusland             |                |               |
| 37     | Ivan Vrba                       | Tsjechië            |                |               |
| 38     | Itmar Esteban Herraiz           | Spanje              |                |               |

### Kilometertijdrit
| Plaats | Naam                    | Land                | Tijd     |
| ------ | ----------------------- | ------------------- | -------- |
| Goud   | Chris Hoy               | Verenigd Koninkrijk | 1.00,999 |
| Zilver | François Pervis         | Frankrijk           | 1.01,838 |
| Brons  | Jamie Staff             | Verenigd Koninkrijk | 1.02,074 |
| 4      | Tim Veldt               | Nederland           | 1.02,480 |
| 5      | Teun Mulder             | Nederland           | 1.02,567 |
| 6      | Didier Henriette        | Frankrijk           |          |
| 7      | Maximilian Levy         | Duitsland           |          |
| 8      | Scott Sunderland        | Australië           |          |
| 9      | Michael Seidenbecher    | Duitsland           |          |
| 10     | Alvaro Alonso Rubio     | Spanje              |          |
| 11     | Seiichiro Nakagawa      | Japan               |          |
| 12     | Yong Feng               | China               |          |
| 13     | Joel Leonard            | Australië           |          |
| 14     | Yevgen Bolibrukh        | Oekraïne            |          |
| 15     | Vasileios Reppas        | Griekenland         |          |
| 16     | Athanasios Mantzouranis | Griekenland         |          |
| 17     | Marco Brosso            | Italië              |          |
| 18     | Hodei Mazquiaran Uria   | Spanje              |          |
| 19     | Azizulhasni Awang       | Maleisië            |          |
| 20     | Mohd Rizal Tisin        | Maleisië            |          |

### Individuele achtervolging
| Plaats | Naam                          | Land                | Tijd     |
| ------ | ----------------------------- | ------------------- | -------- |
| Goud   | Bradley Wiggins               | Verenigd Koninkrijk | n.v.t.*  |
| Zilver | Robert Bartko                 | Duitsland           | n.v.t.   |
| Brons  | Sergi Escobar Roure           | Spanje              | 4.23,417 |
| 4      | Antonio Tauler Llull          | Spanje              | 4.29,536 |
| 5      | Jenning Huizenga              | Nederland           |          |
| 6      | Jens Mouris                   | Nederland           |          |
| 7      | Robert Hayles                 | Verenigd Koninkrijk |          |
| 8      | Mark Jamieson                 | Australië           |          |
| 9      | Aleksandr Serov               | Rusland             |          |
| 10     | Fabien Sanchez                | Frankrijk           |          |
| 11     | Daniel Becke                  | Duitsland           |          |
| 12     | Volodymyr Djoedja             | Oekraïne            |          |
| 13     | Dominique Cornu               | België              |          |
| 14     | Vitaliy Popkov                | Oekraïne            |          |
| 15     | Carlos Eduardo Alzate Escobar | Colombia            |          |
| 16     | Zakkari Dempster              | Australië           |          |
| 17     | David O'Loughin               | Israël              |          |
| 18     | Zachary Bell                  | Canada              |          |
| 19     | Giairo Ermeti                 | Italië              |          |
| 20     | Valery Valynin                | Rusland             |          |
| 21     | Sergejus Apionkinas           | Litouwen            |          |

- Bartko werd door Wiggins gelapt in de finale.

### Ploegenachtervolging
| Plaats | Naam                                                                   | Land | Tijd     |
| ------ | ---------------------------------------------------------------------- | ---- | -------- |
| Goud   | Ed Clancy, Geraint Thomas, Paul Manning, Bradley Wiggins               | GBR  | 3.57,468 |
| Zilver | Lyubomyr Polatayko, Maksym Polischyuk, Vitaliy Popkov, Vitaliy Schedov | UKR  | 4.03,280 |
| Brons  | Casper Jørgensen, Jens-Erik Madsen, Michael Mørkøv, Alex Rasmussen     | DEN  | 4.04,093 |
| 4      | Sam Bewley, Westley Gough, Peter Latham, Marc Ryan                     | NZL  | 4.06,591 |
| 5      |                                                                        | GER  |          |

### Team Sprint
| Plaats | Naam                                             | Land | Tijd   |
| ------ | ------------------------------------------------ | ---- | ------ |
| Goud   | Grégory Baugé, Mickaël Bourgain, Arnaud Tournant | FRA  | 43,830 |
| Zilver | Ross Edgar, Chris Hoy, Craig Maclean             | GBR  | 43,832 |
| Brons  | Robert Forstemann, Maximilian Levy, Stefan Nimke | GER  | 44,240 |
| 4      | Theo Bos, Teun Mulder, Tim Veldt                 | NED  | 44,286 |
| 5      | Ryan Bayley, Mark French, Shane Perkins          | AUS  | 44,589 |

### Keirin
| Plaats | Naam             | Land |
| ------ | ---------------- | ---- |
| Goud   | Chris Hoy        | GBR  |
| Zilver | Theo Bos         | NED  |
| Brons  | Edgar Ross       | GBR  |
| 4      | Mickaël Bourgain | FRA  |
| 5      | Teun Mulder      | NED  |

### Scratch
| Plaats | Naam            | Land |
| ------ | --------------- | ---- |
| Goud   | Wong Kam-Po     | HKG  |
| Zilver | Wim Stroetinga  | NED  |
| Brons  | Rafal Ratajczyk | POL  |
| 4      | Martin Blaha    | CZE  |
| 5      | Ivan Kovalev    | RUS  |

### Puntenkoers
| Plaats | Naam             | Land | Punten |
| ------ | ---------------- | ---- | ------ |
| Goud   | Juan Llaneras    | ESP  | 76     |
| Zilver | Iljo Keisse      | BEL  | 55     |
| Brons  | Michail Ignatiev | RUS  | 52     |
| 4      | Cameron Meyer    | AUS  | 46     |
| 5      | Milan Kadlec     | CZE  | 43     |

### Koppelkoers
| Plaats | Naam                                 | Land | Punten |
| ------ | ------------------------------------ | ---- | ------ |
| Goud   | Franco Marvulli, Bruno Risi          | SUI  | 14     |
| Zilver | Peter Schep, Danny Stam              | NED  | 13     |
| Brons  | Alois Kaňkovský, Petr Lazar          | CZE  | 11     |
| 4      | Juan Llaneras, Carlos Torrent        | ESP  | 8      |
| 5      | Lyubomyr Polatayko, Volodymyry Rybin | UKR  | 7      |

### Omnium
| Plaats | Naam                 | Land | Punten |
| ------ | -------------------- | ---- | ------ |
| Goud   | Alois Kaňkovský      | CZE  | 19     |
| Zilver | Walter Pérez         | ARG  | 28     |
| Brons  | Charles Bradley Huff | USA  | 37     |
| 4      | Aliaksandr Lisouski  | BLR  | 37     |
| 5      | Daniel Kreutzfeldt   | DEN  | 38     |

## Uitslagen vrouwen

### Sprint
| Plaats | Naam                      | Land | Tijd 1ste race | Tijd 2de race |
| ------ | ------------------------- | ---- | -------------- | ------------- |
| Goud   | Victoria Pendleton        | GBR  | 11,879         | 11,968        |
| Zilver | Shuang Guo                | CHN  |                |               |
| Brons  | Anna Meares               | AUS  | 12,000         | 11,502        |
| 4      | Lisandra Guerra Rodriguez | CUB  |                |               |
| 5      | Christin Muche            | GER  |                |               |

### 500m tijdrit
| Plaats | Naam                      | Land | Tijd   |
| ------ | ------------------------- | ---- | ------ |
| Goud   | Anna Meares               | AUS  | 33,588 |
| Zilver | Lisandra Guerra Rodriguez | CUB  | 34,015 |
| Brons  | Natallia Tsylinskaya      | BLR  | 34,430 |
| 4      | Simona Krupeckaite        | LTU  | 34,487 |
| 5      | Shanaze Reade             | GBR  | 34,633 |

### Individuele achtervolging
| Plaats | Naam              | Land | Tijd     |
| ------ | ----------------- | ---- | -------- |
| Goud   | Sarah Hammer      | USA  | 3.30,213 |
| Zilver | Rebecca Romero    | GBR  | 3.33,409 |
| Brons  | Katie Mactier     | AUS  | 3.36,306 |
| 4      | Wendy Houvenaghel | GBR  | 3.37,406 |
| 5      | Karin Thürig      | SUI  |          |

### Team Sprint
| Plaats | Naam                              | Land | Tijd   |
| ------ | --------------------------------- | ---- | ------ |
| Goud   | Victoria Pendleton, Shanaze Reade | GBR  | 33,631 |
| Zilver | Yvonne Hijgenaar, Willy Kanis     | NED  | 33,974 |
| Brons  | Kristine Bayley, Anna Meares      | AUS  | 33,810 |
| 4      | Sandie Clair, Virginie Cueff      | FRA  | 34.644 |
| 5      |                                   | GER  |        |

### Keirin
| Plaats | Naam               | Land |  |
| ------ | ------------------ | ---- |  |
| Goud   | Victoria Pendleton | GBR  |  |
| Zilver | Shuang Guo         | CHN  |  |
| Brons  | Anna Meares        | AUS  |  |
| 4      | Anna Blyth         | GBR  |  |
| 5      | Jennie Reed        | USA  |  |

### Scratch
| Plaats | Naam                       | Land | Punten |
| ------ | -------------------------- | ---- | ------ |
| Goud   | Yumari Gonzalez Valdivieso | CUB  |        |
| Zilver | Maria Luisa Calle Williams | COL  |        |
| Brons  | Adrie Visser               | NED  |        |
| 4      | Lada Kozlikova             | CZE  |        |
| 5      | Leire Olaberria Dorronsoro | ESP  |        |

### Puntenkoers
| Plaats | Naam                       | Land | Punten |
| ------ | -------------------------- | ---- | ------ |
| Goud   | Katherine Bates            | AUS  | 35     |
| Zilver | Mie Bekker Lacota          | DEN  | 29     |
| Brons  | Catherine Cheatley         | NZL  | 27     |
| 4      | Belem Guerrero Mendez      | MEX  | 23     |
| 5      | Yumari Gonzalez Valdivieso | CUB  | 12     |

## Medaillespiegel
| Plaats | Land                | Goud | Zilver | Brons | Totaal |
| 1      | Verenigd Koninkrijk | 7    | 2      | 2     | 11     |
| 2      | Australië           | 2    | 0      | 4     | 5      |
| 3      | Nederland           | 1    | 4      | 1     | 6      |
| 4      | Frankrijk           | 1    | 2      | 1     | 4      |
| 5      | Cuba                | 1    | 1      | 0     | 2      |
| 6      | Tsjechië            | 1    | 0      | 1     | 2      |
| 6      | Spanje              | 1    | 0      | 1     | 2      |
| 6      | Verenigde Staten    | 1    | 0      | 1     | 2      |
| 9      | Hongkong            | 1    | 0      | 0     | 1      |
| 9      | Zwitserland         | 1    | 0      | 0     | 1      |
| 11     | China               | 0    | 2      | 0     | 1      |
| 12     | Denemarken          | 0    | 1      | 1     | 2      |
| 12     | Duitsland           | 0    | 1      | 1     | 2      |
| 14     | Argentinië          | 0    | 1      | 0     | 1      |
| 14     | België              | 0    | 1      | 0     | 1      |
| 14     | Colombia            | 0    | 1      | 0     | 1      |
| 14     | Oekraïne            | 0    | 1      | 0     | 1      |
| 18     | Wit-Rusland         | 0    | 0      | 1     | 1      |
| 18     | Polen               | 0    | 0      | 1     | 1      |
| 18     | Rusland             | 0    | 0      | 1     | 1      |
| Totaal | Totaal              | 17   | 17     | 17    | 51     |